# Communauté de communes du Pays Sud Gâtine
Die Communauté de communes du Pays Sud Gâtine ist ein ehemaliger französischer Gemeindeverband mit der Rechtsform einer Communauté de communes im Département Deux-Sèvres in der Region Nouvelle-Aquitaine. Sie wurde am 31. Dezember 1993 gegründet und umfasste zwölf Gemeinden. Der Verwaltungssitz befand sich im Ort Saint-Lin.

## Historische Entwicklung
Mit Wirkung vom 1. Januar 2017 fusionierte der Gemeindeverband mit
- Communauté de communes Gâtine-Autize sowie
- Communauté de communes du Val d’Égray

und bildete so die Nachfolgeorganisation Communauté de communes Val de Gâtine.

## Ehemalige Mitgliedsgemeinden
1. Beaulieu-sous-Parthenay
2. La Boissière-en-Gâtine
3. Clavé
4. Les Groseillers
5. Mazières-en-Gâtine
6. Saint-Georges-de-Noisné
7. Saint-Lin
8. Saint-Marc-la-Lande
9. Saint-Pardoux
10. Soutiers
11. Verruyes
12. Vouhé